# فرودگاه الغیضه
فرودگاه الغیضه (به انگلیسی: Al Ghaydah Airport) یک فرودگاه همگانی با کد یاتا AAY است که یک باند فرود آسفالت دارد و طول باند آن ۲۷۰۰ متر است. این فرودگاه در شهر الغیضه کشور یمن قرار دارد و در ارتفاع ۴۱ متری از سطح دریا واقع شده‌است.

## شرکت‌های هواپیمایی و مقصدهای پروازی
All flights are currently suspended.
| شرکت‌های هواپیمایی | مقصدهای پروازی |
| ----------------- | -------------- |
| فلیکس ایرویز      | صنعا           |